# Donde
Donde är det fjärde albumet från den rumänska musikgruppen Mandinga. Albumet släpptes den 28 oktober 2008. Det innehåller 11 låtar.

## Låtlista
1. "Intro" – 1:26
2. "Ciorba (de la bunica)" – 4:29
3. "Donde" – 3:52
4. "Muevete" – 3:22
5. "Dor de tine" – 3:06
6. "Cristina" – 2:31
7. "Sin ti" – 3:15
8. "Chico rico" – 3:46
9. "Mi historia" – 3:41
10. "Yo te lo dare" – 4:56
11. "Outro" – 0:41